# عبد الله بن ثعلبة
عبد الله بن ثعلبة بن خزمة بن أصرم البلوي صحابي جليل من قبيلة بلي  وكان حليفاً لقبيلة الخزرج من الأنصار شهد مع النبي محمد ﷺ غزوة بدر وغزوة أحد وهو أخو الصحابي بحاث بن ثعلبة.

## اسمه و نسبة
عبدالله بن ثَعْلَبَة بن خَزْمَة بن أصْرَم بن عمْرو بن عَمَّارة بن مالك بن عمرو بن بثيِرَة بن مَشْنُوء بن القُشَر بن تميم بن عَوْذ مناة بن تاج بن تيم بن أراشة بن عامر بن عُبَيلة بن قِسْميل بن فران بن بلي بن عمرو بن الحاف بن قضاعة